# كأس المكسيك 1942-43
كأس المكسيك 1942-43 هو موسم من كأس المكسيك. كان عدد الأندية المشاركة فيه 10، وفاز فيه U.D. Moctezuma de Orizaba ‏.